# Huachuma Baja
Huachuma Baja es un caserío peruano ubicado en el distrito de Las Lomas, perteneciente a la provincia y departamento de Piura, al norte del Perú. 

## Ubicación
Huachuma Baja se ubica al noreste de la provincia de Piura, en el distrito de Las Lomas, en el departamento de Piura.

## Demografía
En 2017 Huachuma Baja tenía una población de 480 habitantes.
| Gráfica de evolución demográfica de Huachuma Baja entre 1993 y 2017 |
|                                                                     |
| Fuentes: Población 1993 y 2017                                      |